# Philippe-Marie Margelidon
Philippe-Marie Margelidon est un dominicain et théologien français né en 1962.

## Biographie
Il obtient une maîtrise en philosophie en 1984 ainsi qu'un doctorat canonique en théologie en 2008.
Il est directeur des études du Studium des dominicains à Toulouse. Il enseigne aussi à la faculté de théologie de l’Institut catholique et à l’Institut Saint Thomas d’Aquin de Toulouse.
Il est directeur de la Revue thomiste depuis 2012. Il dirige avec Grégory Woimbée la collection Sed contra aux éditions Artège depuis 2013.
Ses travaux concernent principalement la théologie thomiste et la christologie. 
Il anime régulièrement avec le dominicain Jean-Miguel Garrigues des sessions de découverte de la théologie thomiste à l'intention de clercs et de laïcs au couvent de la Sainte-Baume.
Il a été le président de l'association pour le centenaire Thomas d'Aquin en 2023,.
Il a reçu en 2024 le Prix Saint-Jean-Paul II pour son livre La condition originelle et la tentation d’Adam, le péché originel et sa transmission : de saint Thomas d’Aquin à saint Jean-Paul II.

## Publications
- Études de christologie thomiste : De la grâce à la Résurrection du Christ, Paris, Artège, coll. « Sed contra », 2010, 380 p. (ISBN 978-2-36040-015-7)
- Les christologies de l'Assumptus Homo : et les christologies du Verbe incarné au XXe siècle, Paris, Parole et silence, coll. « Bibliothèque de la Revue thomiste », 2016, 824 p. (ISBN 978-2-84573-912-3)
- Les fins dernières, Paris, Lethielleux, coll. « Sed contra », 2016, 2e éd. (1re éd. 2011), 364 p. (ISBN 978-2-249-59002-3)
- Jésus Sauveur : Christologie, Paris, Parole et silence, coll. « Bibliothèque de la Revue thomiste », 2016, 2e éd. (1re éd. 2014), 546 p. (ISBN 978-2-88918-252-7)
- Philippe-Marie Margelidon et Yves Floucat, Dictionnaire de philosophie et de théologie thomistes, Paris, Parole et silence, coll. « Bibliothèque de la Revue thomiste », 2016, 2e éd. (1re éd. 2011), 592 p. (ISBN 978-2-84573-926-0 et 2845739265)
- Philippe-Marie Margelidon (dir), Le miracle et la foi : Actes du colloque des 21-22 octobre 2016 à Rocamadour, Paris, Lethielleux, 2017, 384 p. (ISBN 978-2-249-62439-1)
- Philippe-Marie Margelidon (dir), Questions disputées autour du sacrement de l’Ordre : Etudes et propositions, Paris, Lethielleux, coll. « Sed contra », 2018, 252 p. (ISBN 978-2-249-62593-0)
- La condition originelle et la tentation d’Adam, le péché originel et sa transmission : de saint Thomas d’Aquin à saint Jean-Paul II, Éditions Pierre Téqui, 2023, 300 p. (ISBN 978-2740324851)